# Limotettix chadchalicus
Limotettix chadchalicus är en insektsart som beskrevs av Dlabola 1967. Limotettix chadchalicus ingår i släktet Limotettix och familjen dvärgstritar. Inga underarter finns listade i Catalogue of Life.